# Kangoeroes Basket Mechelen in het seizoen 2020/21
Het seizoen 2020/2021 was het 12e jaar in het bestaan van de Mechelse basketbalclub Kangoeroes Basket Mechelen sinds de fusie in 2009. 

## Verloop
Mechelen behield vijf spelers van een seizoen eerder Terry Deroover, Idris Lasisi, Bram Bogaerts, Marvin Clark en Vic Van Oosterwyck. Verder maakten de volgende Belgen de overstap naar Mechelen: Jonas Foerts, Domien Loubry en jeugdspeler Max Gysbrechts. De kern werd aangevuld met de Amerikanen Trevor Thompson en Kameron Edwards en de Nederlander Jito Kok. In december 2020 werd de Nederlander Mohamed Kherrazi gehaald als vervanger van de geblesseerde Kameron Edwards.
Mechelen eindigde als zevende in het algemene klassement en verloor in de kwartfinale van de play-offs tegen Belfius Mons-Hainaut. Mechelen haalde in de Beker van België de finale waarin ze verloren van BC Oostende.

## Ploeg
Antwerp Giants ·
Kangoeroes Basket Mechelen ·
Leuven Bears ·
Liège Basket ·
Limburg United ·
Okapi Aalst ·
Oostende ·
Phoenix Brussels ·
Union Mons-Hainaut ·
Spirou Charleroi